# Сеанс одновременной игры

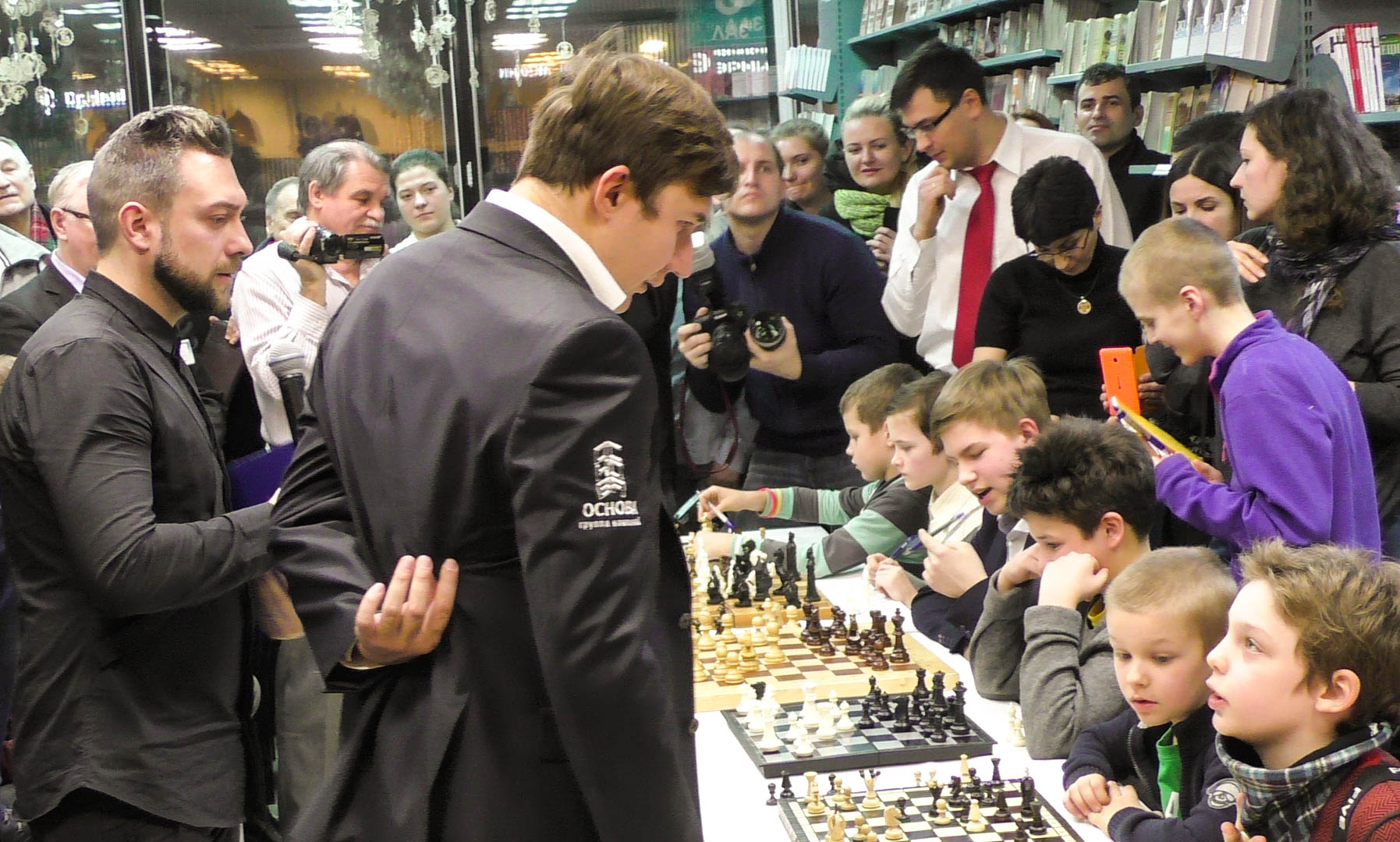
Сеанс одновременной игры с Сергеем Карякиным

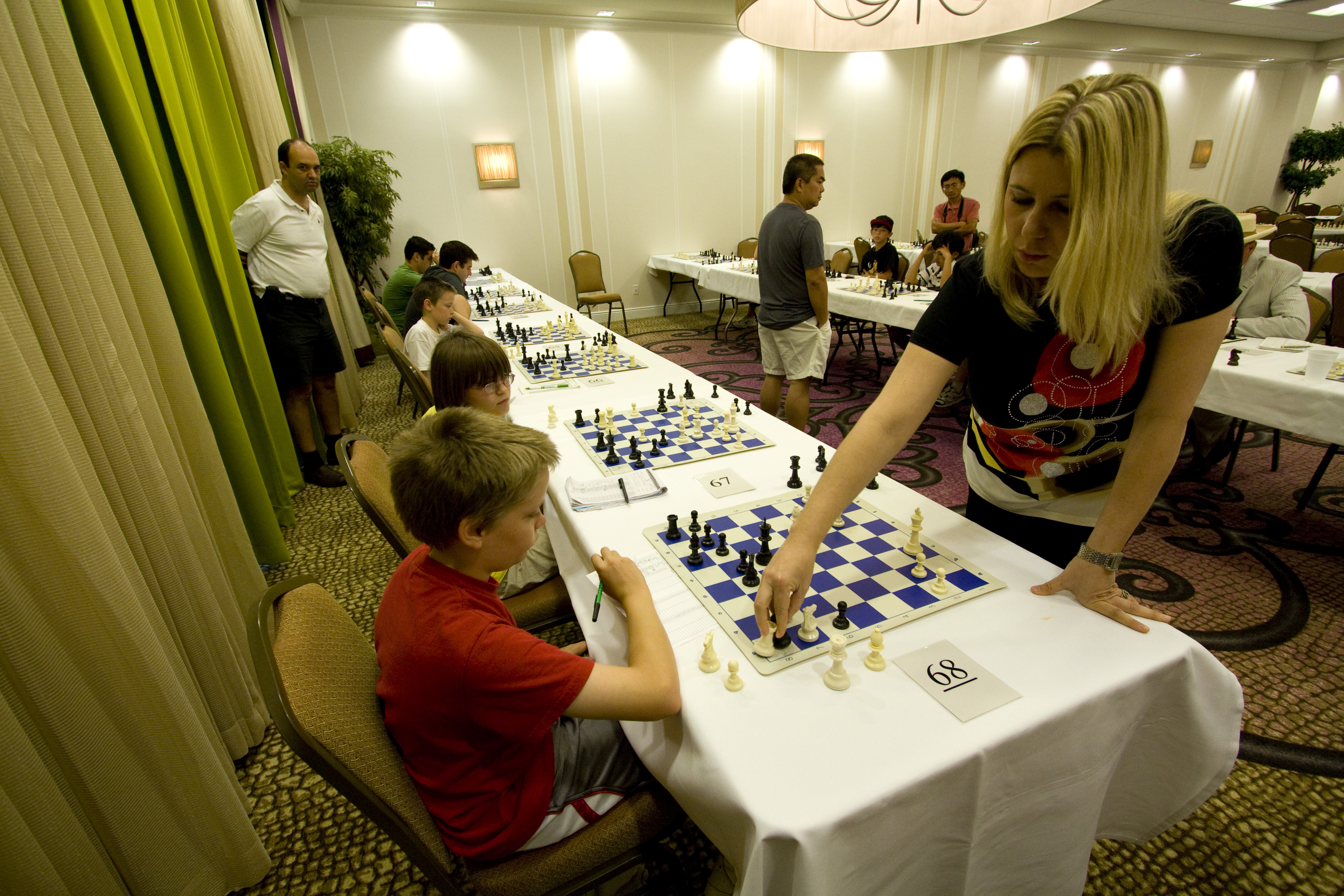
Сеанс одновременной игры с Сьюзен (Жужей) Полгар

Сеанс одновременной игры — форма спортивного мероприятия, в котором один человек (сеансёр) одновременно играет в интеллектуальную игру (шахматы, шашки, го) с несколькими противниками. В сеансах одновременной игры, как правило, высококвалифицированный профессиональный игрок играет против любителей. Так, сеансы одновременной игры проводили почти все чемпионы мира по шахматам.
Сеанс одновременной игры — зрелищное мероприятие, являющееся одним из средств пропаганды интеллектуальных игр. Для игроков-любителей такие сеансы — практически единственная возможность вживую сыграть с профессионалом высокого уровня, причём в условиях, когда сила профессионала в определённой мере компенсируется большим количеством противников, так что для хороших игроков есть надежда на победу. Для профессионала сеанс также является одной из форм заработка (для любителей участие в сеансе, как правило, платное).
Достижения игроков в одновременной игре со временем существенно растут. Так, в шахматах в первой половине XX века рекорд количества партий, сыгранных в сеансе, составлял немногим больше 100 партий, а в настоящее время он составляет 604 партии (рекордный сеанс был проведён гроссмейстером Гаемом Магами в Тегеране 8 февраля 2011 года, он занял 25 часов 5 минут и закончился со счётом +580-8=16). Ещё один рекорд по одновременной игре, записанный в Книге рекордов Гиннесса, принадлежит венгерской шахматистке Жуже Полгар. Она провела 1131 партию (на 326 досках) за 16 часов, что является наибольшим зарегистрированным количеством сыгранных за 24 часа шахматных партий.
Кроме традиционных сеансов по формуле «1 профессионал против нескольких любителей» проводятся и более массовые сеансы, где играют сразу несколько профессионалов и число досок, соответственно, растёт. Так, в 2006 году в Мехико был проведён рекордный сеанс одновременной игры на 13,5 тысячах досок, в нём с «профессиональной» стороны приняли участие свыше 600 мастеров. Состязание проходило под патронажем экс-чемпиона мира Анатолия Карпова.
Более «экстремальным» видом сеансов являются сеансы игры вслепую, когда любители играют обычным образом, за доской, а профессионал — не глядя на доску (передвигает за него фигуры и сообщает ходы противников ассистент). Рекордсменом по игре вслепую является венгерский гроссмейстер Янош Флеш — в 1960 году в Будапеште он провёл сеанс одновременной игры вслепую на 52 досках.